# Episodi di Tabitha

## Episodi

### Episodi pilota (1976 e 1977)
| Numero | Titolo originale | Titolo italiano | Trasmissione originale | Trasmissione italiana |
| ------ | ---------------- | --------------- | ---------------------- | --------------------- |
| 1      | Tabatha          |                 | 24 aprile 1976         |                       |
| 2      | Tabitha          |                 | 7 maggio 1977          |                       |

### Stagione unica (1977-1978)
| Numero | Titolo originale                | Titolo italiano | Trasmissione originale | Trasmissione italiana |
| ------ | ------------------------------- | --------------- | ---------------------- | --------------------- |
| 1      | Tabitha's Weighty Problem       |                 | 10 settembre 1977      |                       |
| 2      | Halloween Show                  |                 | 12 novembre 1977       |                       |
| 3      | A Star Is Born                  |                 | 19 novembre 1977       |                       |
| 4      | Minerva Goes Straight           |                 | 26 novembre 1977       |                       |
| 5      | Mr. Nice Guy                    |                 | 10 dicembre 1977       |                       |
| 6      | The Arrival of Nancy            |                 | 17 dicembre 1977       |                       |
| 7      | Tabitha's Triangle              |                 | 24 dicembre 1977       |                       |
| 8      | That New Black Magic            |                 | 31 dicembre 1977       |                       |
| 9      | What's Wrong with Mister Right? |                 | 31 dicembre 1977       |                       |
| 10     | Paul Goes to New York           |                 | 7 gennaio 1978         |                       |
| 11     | Tabitha's Party                 |                 | 14 gennaio 1978        |                       |